# Roberto Menghi
Roberto Menghi (Milano, 14 gennaio 1920 – Milano, 20 aprile 2006) è stato un architetto e designer italiano.

## Biografia
Dopo essersi laureato nel 1944, presso il Politecnico di Milano, Roberto Menghi si specializzò in architettura e in interior e industrial design e poi prese parte al secondo conflitto mondiale, con il grado di tenente. Dopo l'armistizio, il rifiuto che oppose all'adesione alla Repubblica Sociale determinò il suo internamento presso il campo di concentramento di Częstochowa.
Al termine del conflitto si sposò con Cristiana Sella, ed aprì uno studio nella città natia. Oltre che di architettura si interessò anche al disegno industriale.
Premiato due volte alla Triennale con il Gran Premio per le sezioni del vetro e del design e due volte con il Compasso d’Oro (una per il Guscio di Zanotta, disegnato nel 1967), Menghi si dedica con passione alla ristrutturazione di edifici di particolare interesse artistico, come il Palazzo dei Giureconsulti a Milano. 
Negli anni ’70 lavorò con Bormioli Rocco,  occupandosi di prodotto e di immagine coordinata. 
Ha insegnato Architettura alle Università di Venezia e di Milano e Design presso la “Nuova Accademia” di Milano e all’Accademia di Bath. 
Il Centro Studi e Archivio della Comunicazione di Parma conserva un fondo a dedicato a Menghi, consistente in 12.002 materiali progettuali, maquettes, oggetti. Questo fondo è pubblico e liberamente consultabile.
Muore il 20 aprile 2006.

## Opere

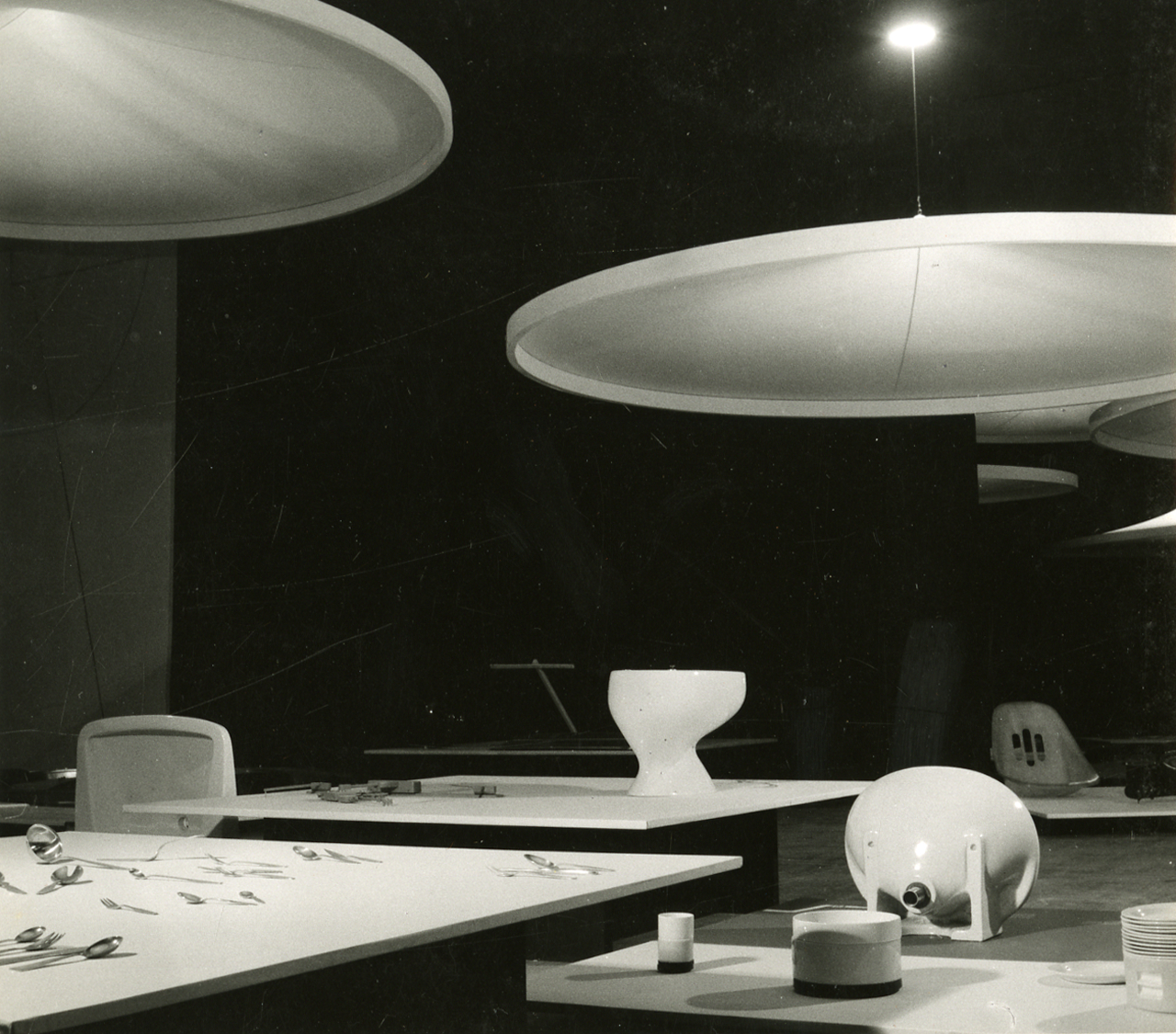
Una sua opera. Foto di Paolo Monti, 1954

### Architettura
- il cinema Arlecchino 1948
- Padiglione Balzaretti Modigliani, Fiera di Milano, 1951
- Poliambulatorio della Fabbrica Saint-Gobain, Pisa, 1953
- la piscina di vetro della Fiera 1956,
- l'Istituto Piero Pirelli, Milano, 1957
- il Liceo francese a Milano, 1961
- Il Campanone della Brianza, 1962
- casa Sella a Sant'Ilario in Campo (isola d'Elba), 1963
- Hotel Excelsior, Lido di Venezia, con Ignazio Gardella, 1965
- Casa per week-end prefabbricata, 1967
- casa Rocca a Milano, 1972
- Cappella a Capo Ceraso, 1973
- Raffinerie e Uffici ISAB-Melilli, Siracusa, 1979
- casa Bassetti all’Alz, Como
- casa Rognoni a Pavia, 1983
- casa Franchetti a Capo Ceraso, Olbia
- casa Biancardi a Maccastorna
- Laboratorio di ceramica a San Pantaleo, 1985
- Casa a Mount Desert Island, Usa, 1990
- la ristrutturazione del Palazzo degli Affari ai Giureconsulti, Milano, 1990
- Libreria di Brera, Milano, 1991
- Rocca di Maccastorna, 1996

### Industrial design
- Ricevitore per filodiffusione, produzione Siemens, 1957
- Sedia Hall, produzione Alform-Pirelli-Velca, 1958
- contenitori in polietilene per liquidi, produzione Pirelli 1960
- serie di lampade Globo di luce, (Lampada da tavolo e Lampada in sospensione) progettate per FontanaArte, 1968
- i bicchieri per Bormioli
- le lampade per Omicron (ora Nemo)
- le poltrone per Arflex
- i gusci (abitazioni prefabbricate) per Zanotta
- Poltrona Doppio Senso, produzione Zanotta 1971

### Allestimento mostre
- alla Rotonda della Besana sulla fotografia di Ugo Mulas, Milano, 1989
- Allestimento della mostra di Pietro Consagra, con Piero Castiglioni, 1981
- Mostra La Ca’ Granda, Palazzo Reale, Milano, 1981
- Mostra ‘700 lombardo, Palazzo Reale, Milano, 1990

### Filmografia
- Veronica Menghi, Roberto Menghi: il sottile filo rosso della memoria, 2013